# Centre sociosanitari
Els centres sociosanitaris són els recursos d'internament dotats de les característiques estructurals i del personal necessari per atendre pacients sociosanitaris.

## Estructura
Des del punt de vista de la seva estructura de serveis, estan integrats per una o més de les unitats següents:

### Unitat de llarga estada
És la unitat d'hospitalització que té com a funció el tractament rehabilitador, de cures de manteniment, de profilaxi de complicacions, com també de suport per a persones grans amb malalties cròniques de llarga evolució que han generat incapacitats funcionals de major o menor grau, a fi d'aconseguir la màxima autonomia que permeti la situació del malalt.
Dins d'aquestes unitats s'inclou l'atenció a persones amb demència avançada o amb algun altre trastorn cognitiu de tipus crònic. Quan el nombre de persones hospitalitzades amb aquestes patologies és prou nombrós, cal ubicar aquests pacients en unitats diferenciades de psicogeriatria.

### Unitat de mitjana estada-convalescència
És la unitat d'hospitalització que té com a objectiu restablir aquelles funcions o activitats que hagin estat afectades, parcialment o totalment, per diferents patologies. Es tracta de persones grans amb malalties de base que necessiten una recuperació funcional després de patir un procés quirúrgic, traumatològic o mèdic, prèviament tractat en una fase aguda.

### Unitat de mitjana estada-cures pal·liatives
És la unitat d'hospitalització que té com a funció oferir tractament pal·liatiu i de confort a pacients amb càncer avançat o amb altres malalties inguaribles en fase terminal. El control de símptomes i el suport emocional al malalt i a la seva família són els objectius que presenta la unitat.

### Unitat de mitjana estada polivalent
És una unitat en la que es poden atendre indistintament pacients convalescents o tributaris de cures pal·liatives.

### Unitat de tractament de la sida
És la unitat d'hospitalització creada per atendre pacients en fase terminal específicament per sida.

### Unitat d'avaluació integral ambulatòria engeriatria,cures pal·liativesi trastorns cognitius
L'avaluació integral ambulatòria en geriatria, cures pal·liatives i trastorns cognitius és l'activitat per la qual s'arriba a un diagnòstic clínic que, a més, valora les capacitats i necessitats de determinats pacients, mitjançant un procediment de diagnòstic unidisciplinari o multidisciplinari, segons escaigui, per tal de dissenyar un pla d'intervenció global. Aquesta avaluació és una eina de suport especialitzada per a l'atenció primària i altres xarxes sanitàries i sociosanitàries.